# Stockholm Environment Institute
Stockholm Environment Institute (SEI) är ett svenskt forskningsinstitut inom miljövetenskap med internationell profil och inriktning på bland annat policyfrågor. SEI startade sin verksamhet 1989 på uppdrag av Sveriges regering. Institutet finns idag lokaliserat till Garnisonen i Stockholm. Institutets chef är Måns Nilsson. 

## Organisation
Vid SEI:s huvudkontor i Stockholm arbetade 136 personer år 2023. Stiftelsen har tre filialer (Thailand, Kenya och Colombia), ett dotterbolag i Oxford, Storbritannien, samt tre från stiftelsen juridiskt fristående kontor i York, Storbritannien, Estland och USA. SEI:s VD är styrelseordförande för SEI Tallinn, SEI York och SEI US. År 2022 hade SEI totalt 322 anställda vid sina olika enheter.

## Styrelse
Enligt stiftelsens stadgar utser regeringen dess styrelseledamöter. Stadgarna stipulerar att styrelsen ska bestå av 8 till 12 ledamöter. Två ledamöter väljs bland anställda i SEI. Styrelsens ansvar gäller stiftelsen och de enheter som ingår i den. 

## Verkställande direktör
- 1989–1990 Gordon T. Goodman
- 1991–1995 Michael J. Chadwick
- 1996–1999 Nicholas C. Sonntag
- 2000 Bert Bolin (tillfällig vd)
- 2000 Lars J. Nilsson (tillfällig vd)
- 2000–2004 Roger Kasperson
- 2004–2012 Johan Rockström
- 2012–2018 Johan L. Kuylenstierna
- 2018–nuvarande Måns Nilsson

## Styrelseordförande
Ordföranden för styrelsen utses av regeringen och förordnandet är tidsbestämt.
- 2004–2009 Lars Anell
- 2010–2021 Kerstin Niblaeus
- 2021–2022 Isabella Lövin
- 2023–nuvarande Lennart Båge